# Немцы Области Войска Донского
Немцы Области Войска Донского — часть русских немцев, проживавшие на территории Области Войска Донского, административно-территориальной единице Российской империи

## Освоение немцами Донского края
Первые немецкие поселенцы появились в Донской области в первой половине XIX века — чиновники, офицеры русской армии, купцы и ремесленники. Это было связано с возрастанием роли Таганрога как крупнейшего порта и перевалочного пункта товаров на Азовском побережье. Кроме того, небольшие немецкие общины располагались в Новочеркасске, Ейске, Александровске-Грушевском, Луганске. Значительную роль в переселении немцев сыграло посредничество таганрогских градоначальников выходцев из прибалтийских немцев: Балтазара Балтазаровича Кампенгаузена, Отто Германовича Пфейлицер-Франка, Александра Карловича Ливена, Николая Владимировича Адлерберга, Ивана Васильевича Фуругельма.
Наибольшего размаха переселенческое движение в регионе достигло во второй половине XIX в. Именно в этот период в результате развития капиталистических процессов в сельском хозяйстве немецкая колонизация юга страны, в том числе и Донского края, становилась более интенсивной.
В немалой степени переселению способствовали циркуляры и законы 1860-70-х гг., принятые администрацией Войска Донского и Военным министерством в деле регулирования процесса купли-продажи земли крестьянами, казаками и помещиками «пришлому элементу», включая немецких колонистов и иностранных подданных. При этом немецкое население пополнялось не только вследствие переселения немцев из материнских колоний Воронежской, Херсонской, Таврической, Саратовской и Самарской губерний, но и за счет подданных иностранных государств, в частности из Германии.
Селиться немцы предпочитали в основном в «крестьянской» местности, где казачество составляло меньшинство, и была развита транспортная система — Миусском (Таганрогском) округе. Здесь же были основаны первые сельские немецкие населенные пункты: Гринталь, Вассерейх, Корнталь, Остгейм и другие. К концу XIX в. их численность на территории области составляла от общего количества поселений в округах: Миусском (Таганрогском) — 4,5 %, Усть-Медведицком — 1,9 %, Ростовском и Сальском по 1 %, Первом Донском — 0,9 %, Донецком — 0,5 %, Хоперском — 0,3 %, Черкасском — 0,2 %, Втором Донском — 0,1 % .
По данным Всеобщей переписи населения (1897 г.) в области насчитывалось 34856 немцев, что составляло 1,3 % от всей численности населения края. Немцы были представлены разными религиозными группами: лютеране −1 %, католики — 0,3 %, менониты — 0,02 % . Основная масса немецких поселенцев была занята в сельском хозяйстве (80,6 %), в обрабатывающей промышленности (6,4 %), торговле (1,3 %), состояли на частной службе (3,3 %) и занимались разной деятельностью (8,4 %) .
Несмотря на постоянно повышающиеся цены землеобеспеченность дочерних колоний в Донской области была значительно выше материнских. К 1914 г. в пользовании немцев Таганрогского округа находилось около 65 % от общего немецкого землевладения на Дону, 22 % приходилось на Донецкий округ и 13 % на остальные округа. Этот факт свидетельствует об экономически состоятельном составе немецких переселенцев.
Немецкие колонии Дона на рубеже XIX-XX вв. не были так густо заселены, как материнские. Они были значительно удалены друг от друга и порой вообще не поддерживали никакой связи между собой.
В Донской области община немецких колонистов представляла товарищество фактических собственников. Она регулировала отношения внутри поселения и с внешним миром, а также несла ответственность за юридические сделки.
Права конкретного собственника были также ограничены общиной. Однако встречались случаи, когда земельные наделы в немецких колониях покупали русские. Но под негласным давлением колонистов, которые не хотели иметь чужаков в своих селениях, они были вынуждены продавать свои участки .
Местные власти считали хозяйства колонистов показательными, указывая на обеспеченность сельскохозяйственным инвентарем и рациональное ведение хозяйства. При этом в рапортах военных инспекторов отмечалось: 

«Наружный вид колоний резко отличается от других населенных мест: они составляют как бы оазисы; впрочем, не только по наружному виду, но и во всех других отношениях это отличие ощутительно. Колонии по справедливости могут быть названы образцовыми хозяйственными фермами. Разведённые сады и рощи около усадеб, прекрасные, правильные строения, чистота и опрятность, и прочее — бросаются в глаза каждому посетителю»; они «изобилуют вместе с тем достатком как в хлебе, так и других предметах хозяйства». 
В немецких колониях Области Войска Донского, поселяне пользовались правом самоуправления. Сельский сход был высшим органом. Правом голоса на нем обладало несколько категорий поселян: домохозяева, владеющие только усадебной оседлостью; назначаемые должностные лица. К компетенции сельского схода относилось разрешение переуступки подворных участков от одного хозяина к другому, распоряжение мирскими оброчными статьями, заведование общественными лесами и плантациями, организация и содержание школ.
В состав сельской управы колонии входили шульц (староста), два байзицера (писаря), казначей. Это были выборные должности сроком на три года . В то же время в отчете Атаманской канцелярии Области Войска Донского об административном устройстве немецких колоний в Ростовском округе указывалось, что «староста избирался ежегодно из среды поселян» . Во многих колониях имелся собственный суд, в котором велись все гражданские дела. Он состоял из 3-8 судей, избираемый самими колонистами. Из всех выборных должностей обязательно оплачиваемой была должность шульца и байзицера. Причем писарю платили больше, чем старосте.

## Предпринимательская деятельность
Хозяйства немецких колонистов носили предпринимательский характер, так как производство зерна было основным видом их деятельности. Они способствовали тому, что землепашество превратилось в одну из главных отраслей сельского хозяйства.
Агротехника немецких поселенцев отличалась от крестьянской и весьма разнилась среди колонистов. Выбор способов обработки почвы под озимые и яровые, уборки урожая основывался на принципах наибольшей рациональности и эффективности. Для немецкого земледелия были характерны многопольный севооборот с плодопеременной системой.
Для переработки зерновой продукции в селениях довольно часто строили мельницы. Многочисленные мастерские и механические заводы немецких колоний южного региона Российской империи, в которых по найму работали в основном русские крестьяне, содействовали распространению улучшенных орудий и машин в крестьянском хозяйстве.
В каждом колонистском дворе имелся породистый продуктивный скот, среди которых выделялись рослые лошади, выведенные в молочанских колониях Таврической и Екатеринославской губерний. Для выездов, как правило, имелся рессорный экипаж, именовавшийся на местном жаргоне «нейтачанкой». В ходе селекционной работы по улучшению молочных пород скота была выведена новая порода — красная фризская, или «красная немка», которая была адаптирована к степным климатическим условиям и корму. Другие отрасли животноводства — свиноводство, овцеводство не достигли таких размеров, как разведение крупного рогатого скота.
В колониях работали небольшие заводы и мастерские, различные ремесленные предприятия: кирпичные, черепичные, кожевенные, пивоваренные; столярни, кузни, колесни, паровые и водяные мельницы, маслобойни. В колониях Ольгинфельд, Эйнгейнгейм, Петерсфельд и Руэнталь имелось 5 кирпичных заводов, производивших до 600000 штук кирпича. Его продавали не только колонистам, но и крестьянам местных сел от 10 до 12 руб. за 1000 штук .
Со временем немцы стали уходить из колоний и открывать промышленные предприятия в городах и крупных поселках Области Войска Донского. Примером подобного явления может служить Иоганн (Иван) Лукьянович Вебер. Бывший поселянин Таврической губернии в 1897 г. открыл вблизи станции Серебряково (сл. Михайловская) Юго-Восточной железной дороги Усть-Медведицкого округа 2 паровые вальцовые мельницы . Мельницы «Торгового дома Вебер» производили 40 % всей муки на севере Области Войска Донского, которая реализовывалась не только на внутреннем рынке, но и шла на экспорт в Турцию и Южную Европу .

## Вероисповедание
Конфессиональная принадлежность немецких поселенцев Донского края была разнообразна: римско-католическое, евангелическо-лютеранское, а также сектантские течения протестантизма. Первоначально колонии формировались по конфессиональному признаку, а в начале XX в. стали появляться смешанные поселения: лютеране и католики, православные и католики.
В Донской области в большей части населенных пунктов, включая колонии, жили лютеране — около 24 тыс. человек. Значительная часть немцев католического вероисповедания проживала в городах, а процент сельского населения был незначителен — от 5 до 10 тыс. человек.
В связи с принятием в 1832 г. постановления о евангелическо-лютеранской церкви на территории Российской империи было образовано два консисториальных округа — Петербургский и Московский. Приходы Донской области вместе с приходами Екатеринославской, Таврической, Волынской губерний, Крыма и Южного Кавказа образовывали второе Южнорусское пробство.
Увеличение численности лютеранских приходов происходило с ростом количества прихожан. Так, в 1861 г. возник адъюнктур Таганрог-Ейск и Розенфельд, в 1862 г. оформился приход Таганрог-Ейск, в 1895 г. создан приход в Ростове-на-Дону, в 1900 г. в Рыновке (Донецкий округ), в 1908 г. в Новочеркасске . В колониях из-за малочисленности населения чаще всего строили молельные дома, где могла размещаться и школа.
Духовные потребности исправлялись пасторами, учителями, деканами, ксендзами и администраторами. Пастор мог руководить деятельностью сразу нескольких лютеранских приходов, так как не все колонии могли позволить себе иметь священника. Вследствие большой рассеянности немецких поселений по территории области нередко обязанности пастора или патера исполнял учитель общины. Положение католических священников ни чем не отличалось от протестантских.

## Школьное образование
Неотъемлемой частью немецкой общины являлась церковно-приходская школа. Церковно-приходская школа «считалась средством для сообщения народу известных правил веры, в известном конфессиональном смысле… делала из своих воспитанников лютеран, католиков, реформатов» . В них преподавали на немецком языке: чтение, письмо, Закон Божий, арифметику, а в некоторых и географию .
Школа, учитель и прислуга содержались на средства колонистов «по раскладке на души», что ежегодно составляло от 200 до 980 руб. на все поселение . За обучение с учеников бралась плата в размере от 1 руб. до 22 руб. 50 коп. Хотя в некоторых колониях плата с учеников не взималась, так как за них платило общество. Нередко школы посещали дети из близлежащих колоний, где школ не было. За право обучения их родители платили около 5 руб. в месяц .
Из отчетов учителей инспекторам народных училищ можно судить о немецкой школе донской колонии: деревянное здание, построенное самими колонистами, мебель — простые скамейки и столы, учебные пособия — глобус, ландкарты Европы, Азии, африки, Америки, планиглобус, счеты, классная доска, фисгармония . При школе обычно разбивали маленький сад с фруктовыми деревьями, за которыми ухаживали сами ученики .
Примечательно, что в 55 немецких церковно-приходских школах преподавало 56 учителей. По уровню образования они распределялись следующим образом: гимназию закончили 2, семинарию — 6, городское уездное училище — 13, центральное немецкое училище — 11, центральное русское училище — 8, церковно-приходскую школу — 7, домашние образование имели 2, а без свидетельств об образовании было 7 учителей .
Определенный итог уровню образования немецкого населения подвела Первая Всеобщая перепись населения, проведенная в 1897 г. В Области Войска Донского зафиксирован следующий уровень грамотности: протестанты — 63,3 %, лютеране — 56,7 %, католики — 53 %, менониты — 37,5 %, православные — 21,7 % .
В связи с принятием указа в 1897 г. о введении в колонистских школах преподавания на русском языке было рекомендовано попечителям учебных округов постепенно вводить в школах поселян-собственников преподавание на русском языке.
Городские немцы считали, что их дети должны быть «грамотны на русском и немецком, потому что будут солдатами и подданными Российской империи». Именно поэтому они предпочитали обучать своих детей в русскоязычных или частных школах. В отличие от них в большинстве колоний преподавание на русском языке не особо приветствовалось.
В целом интересы городских и сельских немцев в Донской области не ущемлялись местной администрацией, так как они не стремились распространять свои вероучения среди местных крестьян и казаков и не вступали в конфликты с властями. Однако их положение резко изменилось с началом Первой мировой войны.

## Положение немцев в 1914—1917 гг
Первым мероприятием антинемецкой кампании был Именной Высочайший указ Правительствующему сенату от 22 сентября 1914 г., установивший запрет на приобретение неприятельскими подданными новых прав на недвижимое имущество. Начавшаяся кампания затронула не только немцев иностранных подданных, но и немецких колонистов, которые были гражданами Российской империи.
13 и 15 октября 1914 г. были приняты циркуляры Министерства внутренних дел о переименовании названий немецких селений на русские. В результате колония Штейнрейх получила название Писаревка, Розенфельд — Николаевская, Принцфельд — Принцев и т. д.
Ограничительные законы в отношении немцев продолжали находить воплощение в решениях местных властей. Войсковой наказной атаман Донской области Василий Иванович, Покотило 23 октября 1915 г. подписал постановление о запрете «говорить на немецком языке на улицах, в трамваях и во всех публичных и общественных местах». Те же, кто нарушал это постановление, подлежали денежному штрафу до 3000 руб. или заключению в тюрьме до 3 месяцев .
2 февраля и 13 декабря 1915 г. были утверждены законы ограничивавшие землевладение и землепользование подданных воюющих с Россией держав, а также австрийских, венгерских или германских выходцев . В результате начался процесс отчуждения земель у немецких поселенцев Донского края.
Процесс отчуждения земель начинался с составления списков владельцев ликвидируемых землевладений и их публикации в «Донских областных ведомостях». Списки содержали многочисленные неточности, так как составлялись не на основе книг нотариальных архивов, а по сведениям полиции, мировых посредников и волостных правлений.
Если указ 2 февраля 1915 г. предоставлял льготу по ликвидации имения тем семьям, в которых отцы или сыновья участвовали в боях Первой мировой войны, были награждены орденами или же убиты в сражениях независимо от того, в каком месяце 1915 или 1916 гг. это событие произошло, то разъяснительный указ 15 июля 1916 г. уже устанавливал правило: льготою могут пользоваться только те семьи, в которых отцы и сыновья участвовали в боевых действиях, были награждены или убиты до момента опубликования списка владений, подлежащих продаже.
Положение немцев изменилось после 11 марта 1917 г., когда Временное правительство приняло постановление «О приостановлении исполнения узаконений о землевладении и землепользовании австрийских, венгерских и германских выходцев» . В результате реализация «ликвидационных» законов была приостановлена.